# Junud al-Mahdi
Junud al-Mahdi (« Les soldats du Mahdi ») est une milice islamiste chiite formée en 2012, lors de la guerre civile syrienne. 

## Fondation
Affilié au Hezbollah, Junud al-Mahdi aurait été formé en 2012, à Nobl et Zahraa, deux localités du gouvernorat d'Alep alors assiégées par les rebelles.

## Zones d'opérations
La milice est active dans le Gouvernorat d'Alep, elle prend part au Siège de Nobl et Zahraa et à la bataille d'Alep,.